# Marc Hodel
Marc Hodel (ur. 6 listopada 1970) – szwajcarski piłkarz występujący na pozycji obrońcy.

## Kariera klubowa
Hodel karierę rozpoczynał w 1989 roku w klubie FC Baden. W 1992 roku trafił do pierwszoligowego FC Sankt Gallen. Po roku odszedł jednak do innego pierwszoligowca, FC Zürich, którego barwy reprezentował przez 3 lata. Potem występował w także grających w ekstraklasie zespołach FC Aarau oraz FC Sion, a w styczniu 1998 roku wrócił do FC Zürich.
W 1999 roku Hodel przeszedł do innej pierwszoligowego klubu, Grasshopper Club. W 2001 oraz w 2003 roku zdobył z nim mistrzostwo Szwajcarii. Po zdobyciu drugiego mistrzostwa odszedł jednak do drugoligowego FC Wohlen. Potem grał jeszcze w amatorskim Inter Club Zurych, gdzie w 2006 roku zakończył karierę.

## Kariera reprezentacyjna
W reprezentacji Szwajcarii Hodel zadebiutował 18 listopada 1998 roku w przegranym 0:2 towarzyskim meczu z Węgrami. 6 lutego 1999 roku w wygranym 2:0 towarzyskim pojedynku ze Słowenią strzelił swojego jedynego gola w kadrze. W latach 1998–2000 w drużynie narodowej rozegrał 13 spotkań i zdobył 1 bramkę.